# Az igazi szabadság
Az igazi szabadság az Ossian zenekar 22. stúdióalbuma, amely 2017. április 21-én jelent meg. Az album az előrendelések alapján három és fél héttel a megjelenés előtt aranylemez státuszt ért el, később pedig platinalemez lett.

## Dalok
1. Az igazi szabadság
2. Célszemély
3. A szerencse angyala
4. Köd előtted, köd mögötted
5. Ébredj fel
6. Ahol a szürkeség véget ér
7. Vigyázz a szívemre
8. A tegnap tüzében
9. Szememben, mint egy tükörben
10. Harangok
11. Végső menedék

## Közreműködők
Ossian
- Paksi Endre – ének, vokál, kórus, basszusgitár
- Rubcsics Richárd – gitár, kórus
- Erdélyi Krisztián – basszusgitár, kórus
- Kálozi Gergely – dobok

További közreműködők
- Ádám Attila (Tales of Evening) – billentyűs hangszerek
- A Kismarosi Római Katolikus Templom Énekkara (karnagy: Embey-Isztin Gabriella)
- Kalapács József (kórusvokál)
- Kozma Tamás (kórusvokál)
- Szlukovinyi Tamás (kórusvokál)
- Kökény "Betyus" Sándor (kórusvokál)
- Deli Zsolt (kórusvokál – Csodatanker zenekar)